# 18877 Stevendodds
18877 Stevendodds è un asteroide della fascia principale. Scoperto nel 1999, presenta un'orbita caratterizzata da un semiasse maggiore pari a 2,5583804 au e da un'eccentricità di 0,2557645, inclinata di 7,98818° rispetto all'eclittica.
L'asteroide è dedicato allo statunitense Steven L. Dodds, costruttore di ottiche per telescopi.